# Alexander John Ellis
Pour les articles homonymes, voir Ellis.
Alexander John Ellis, né le 14 juin 1814, décédé le 28 octobre 1890, est un mathématicien et philologue anglais.

## Biographie
Il a développé plusieurs alphabets phonétiques, dont l’alphabet phonotypique, pour lequel de nouvelles lettres ont été créées et le palæotype, qui a remplacé de nombreuses nouvelles lettres par des lettres tournées (comme ‹ ə ›, ‹ ɔ ›), des petites capitales (telles que ‹ ɪ ›) et des lettres italiques. Plusieurs de ces nouvelles lettres, comme ‹ ʃ › et ‹ ʒ ›, ont été transmises à l’alphabet romique d’Henry Sweet et à l’alphabet phonétique international.

## Ouvrages
- Alexander John Ellis, Alphabet of Nature, 1845 (lire en ligne)
- Alexander J. Ellis, Universal writing and printing with ordinary letters, Edinburgh: R. Setin, London: F. Pitman, 1861 (lire en ligne)